# Gran Premi de Bahrain del 2004
Resultats del Gran Premi de Bahrain de Fórmula 1 de la temporada 2004, disputat al circuit de Bahrain, el 4 d'abril del 2004.

## Resultats
| Pos | No | Pilot                | Equip              | Voltes | Temps/ Retirada | Pos. de sortida | Punts |
| --- | -- | -------------------- | ------------------ | ------ | --------------- | --------------- | ----- |
| 1   | 1  | Michael Schumacher   | Ferrari            | 57     | 1h 28' 35. 1    | 1               | 10    |
| 2   | 2  | Rubens Barrichello   | Ferrari            | 57     | + 1.3 s         | 2               | 8     |
| 3   | 9  | Jenson Button        | BAR - Honda        | 57     | + 26.6 s        | 6               | 6     |
| 4   | 7  | Jarno Trulli         | Renault            | 57     | + 32.2 s        | 7               | 5     |
| 5   | 10 | Takuma Sato          | BAR - Honda        | 57     | + 52.4 s        | 5               | 4     |
| 6   | 8  | Fernando Alonso      | Renault            | 57     | + 53.1 s        | 16              | 3     |
| 7   | 4  | Ralf Schumacher      | Williams - BMW     | 57     | + 58.1 s        | 4               | 2     |
| 8   | 14 | Mark Webber          | Jaguar - Cosworth  | 56     | + 1 Volta       | 14              | 1     |
| 9   | 17 | Olivier Panis        | Toyota             | 56     | + 1 Volta       | 8               |       |
| 10  | 16 | Cristiano da Matta   | Toyota             | 56     | + 1 Volta       | 9               |       |
| 11  | 11 | Giancarlo Fisichella | Sauber - Petronas  | 56     | + 1 Volta       | 11              |       |
| 12  | 12 | Felipe Massa         | Sauber - Petronas  | 56     | + 1 Volta       | 13              |       |
| 13  | 3  | Juan Pablo Montoya   | Williams - BMW     | 56     | + 1 Volta       | 3               |       |
| 14  | 15 | Christian Klien      | Jaguar - Cosworth  | 56     | + 1 Volta       | 12              |       |
| 15  | 18 | Nick Heidfeld        | Jordan - Ford      | 56     | + 1 Volta       | 18              |       |
| 16  | 19 | Giorgio Pantano      | Jordan - Ford      | 55     | + 2 Voltes      | 15              |       |
| 17  | 20 | Gianmaria Bruni      | Minardi - Cosworth | 52     | + 5 Voltes      | 17              |       |
| Ret | 5  | David Coulthard      | McLaren - Mercedes | 50     | Neumàtics       | 10              |       |
| Ret | 21 | Zsolt Baumgartner    | Minardi - Cosworth | 44     | Motor           | 20              |       |
| Ret | 6  | Kimi Räikkönen       | McLaren - Mercedes | 7      | Motor           | 19              |       |

## Altres
- Pole: Michael Schumacher 1' 30. 159

- Volta ràpida: Michael Schumacher 1' 30. 252 (a la volta 7)